# Кочабамба (департамент)
Кочабамба (ісп. Cochabamba), Кучапампа (аймар. Quchapampa)— департамент Болівії.
Площа — 55 631 км². Населення 1 786 040 жителів (2008).
Адміністративний центр — місто Кочабамба.
Департамент є визнаним гастрономічним центром Болівії.

## Адміністративний поділ
Департамент Кочабамба поділяється на 16 провінцій, які поділяються на 47 муніципалітетів та — на четвертому рівні — на 144 кантони.
| Провінція       | Адміністративний центр | км²    | Населення |  |
| --------------- | ---------------------- | ------ | --------- |  |
| Арані           | Арані                  | 506    | 24 372    |  |
| Арке            | Арке                   | 1 077  | 26 283    |  |
| Айопая          | Айопая                 | 9 620  | 63 997    |  |
| Болівар         | Болівар                | 413    | 9 470     |  |
| Капінота        | Капінота               | 1 495  | 26 053    |  |
| Карраско        | Тотора                 | 15 045 | 140 481   |  |
| Серкадо         | Кочабамба              | 391    | 564 882   |  |
| Чапаре          | Сакаба                 | 12 445 | 227 404   |  |
| Естебан-Арсе    | Тарата                 | 1 245  | 32 986    |  |
| Херман-Хордан   | Кліза                  | 305    | 33 876    |  |
| Міске           | Міске                  | 2 730  | 40 702    |  |
| Нарсісо Камперо | Аквіле                 | 5 550  | 40 532    |  |
| Пуната          | Пуната                 | 850    | 47 653    |  |
| Кільякольйо     | Кільякольйо            | 720    | 303 903   |  |
| Тапакарі        | Тапакарі               | 1 500  | 29 712    |  |
| Тіраке          | Тіраке                 | 1 739  | 36 738    |  |